# Лункаши (Јаши)
Лункаши (рум. Luncași) насеље је у Румунији у округу Јаши у општини Халаучешти. Oпштина се налази на надморској висини од 203 m.

## Становништво
Према подацима из 2002. године у насељу је живело 979 становника, од којих су сви румунске националности.